# گاه‌شمار کشف ذرات بنیادی
این صفحه گاه‌شمار کشف ذرات زیراتمی است.
- ۱۸۹۵: پرتو ایکس توسط ویلهلم رونتگن به وجود آمد[۱].
- ۱۸۹۷: الکترون توسط جوزف جان تامسون کشف شد[۲]
- ۱۸۹۹: ذرات آلفا توسط ارنست رادرفورد در پرتوی اورانیم کشف شد[۳]
- ۱۹۰۰: پرتو گاما (یک فوتون بسیار پرانرژی) توسط پل اولریش ویلارد در واپاشی اورانیوم کشف شد.[۴]
- ۱۹۱۱: هسته اتم توسط ارنست رادرفورد، بر پایه پراکندگی مشاهده شد توسط هانس گایگر و ارنست مارسدن توصیف شد.[۵]
- ۱۹۱۹: پروتون توسط ارنست رادرفورد کشف شد.[۶]
- ۱۹۳۲: نوترون توسط جیمز چدویک کشف شد.[۷] (توسط رادرفورد در ۱۹۲۰ پیش‌بینی شد)[۸])
- ۱۹۳۲: پوزیترون اولین پادماده توسط کارل دیوید اندرسون کشف شد[۹] (توسط پل دیراک در ۱۹۲۷ پیش‌بینی شده‌بود)
- ۱۹۳۷: میون (یا لپتون مو) توسط ست ندرمیرو دیگران با اندازه‌گیری اتاقک ابری ناشی از برخورد پرتو کیهانی کشف شد.[۱۰]  (این ذره با پیون تا سال ۱۹۴۷ اشتباه گرفته می‌شد.[۱۱])
- ۱۹۴۷: پیون (یا مزون پی) توسط سیسل فرانک پاول و گروهش کشف شد (توسط هیدکی یوکاوا در ۱۹۳۵ پیش‌بینی شده‌بود[۱۲])
- ۱۹۴۷: کائون (یا مزون کا)، اولین ذره شگفت ، توسط جورج دیکسون روچستر و کلیفورد چارلز باتلر کشف شد[۱۳]
- ۱۹۴۷: ذره لاندا در بررسی‌های ناشی از برخورد پرتوهای کیهانی کشف شد[۱۴]
- ۱۹۵۵: پادپروتون توسط اوون چمبرلین، امیلیو گینو سگر، کلاید ویگند، و توماس ایپسیلانتیس کشف شد[۱۵]
- ۱۹۵۶: الکترون نوترینو توسط فردریک رینز و کلاید کاوان کشف شد(پیشنهاد شده توسط ولفگانگ پاولی در سال ۱۹۳۱ برای توجیه نقض پایستگی انرژی در واپاشی بتا)[۱۶]در زمان تصور می‌رفت که فقط یک نوع نوترینو وجود دارد و به آن نام نوترینو داده‌بودند.
- ۱۹۶۲: میون نوترینو  توسط گروهی به رهبری لیان لدرمن کشف شد[۱۷]
- ۱۹۶۴: ذره خی در آزمایشگاه ملی بروکیهون کشف شد[۱۸]
- ۱۹۶۹: پارتونs (ذره اصلی سازنده هادرون‌ها) در آزمایش پراکندگی غیرالاستیک عمیق بین پروتون الکترون در آزمایشگاه ملی شتاب‌دهنده اسلاک کشف شد;[۱۹][۲۰] این کشف همزمان بود با مدل کوارک (پیش‌بینی شده توسط موری گل‌مان و جورج زویگ در ۱۹۶۴) و به نوعی کشف کوارک بالا، کوارک پایین، و کوارک شگفت به شمار می‌رود.
- ۱۹۷۴: ذره پسی توسط یک گروه به رهبری برتون ریشتر و ساموئل چائو چونگ تینگ، کشف شد. این ذره شاهدی بر وجود کوارک افسون است[۲۱][۲۲] (توسط Jجیمز جورکن و شلدون لی گلاشو در ۱۹۶۴ پیشنهاد شد[۲۳])
- ۱۹۷۵: تاو (ذره) توسط یک گروه به رهبری مارتین لویز پرل کشف شد.[۲۴]
- ۱۹۷۷: ذره اپسیلون در آزمایشگاه فرمی، و شاهدی مبتنی بر وجود کوارک ته کشف شد[۲۵] (توسط ماکوتو کوبایاشی و شیهید ماسکاوا ۱۹۷۳ پیشنهاد شدند)
- ۱۹۷۹: گلوئون در دسی کشف شد[۲۶]
- ۱۹۸۳: بوزون‌های دبلیو و زد توسط کارلو روبیا، سیمون ون درمیر، در سرن کشف شدند[۲۷][۲۸] (توسط شلدون لی گلاشو، عبدالسلام، و استیون واینبرگ پیش‌بینی کرده‌بودند)
- ۱۹۹۵: کوارک سر در آزمایشگاه فرمی[۲۹][۳۰]
- ۱۹۹۵: پادهیدروژن در لیر در سرن کشف شد.[۳۱]
- ۲۰۰۰: تاو نوترینو در فرمی‌لب کشف شد[۳۲]
- ۲۰۱۱: پادهلیوم-۴ در آشکارساز استار کشف شد.
- ۲۰۱۱: χb(3P) در آزمایش اطلس در ال‌اچ‌سی کشف شد.
- ۲۰۱۱: یک  باریون برانگیخته خنثی خی-b Ξ∗0
b در پژوهش‌ها در CMS که توسط دانشگاه زوریخ انجام شده‌بود کشف شد..[۳۳]
- ۲۰۱۲:  بوزون هیگز در برخورددهنده بزرگ هادرونی.[۳۴]